# Rockport (Kentucky)
Rockport – miasto w Stanach Zjednoczonych, w stanie Kentucky, w hrabstwie Ohio.